# FC Stahl Eisenhüttenstadt
El Eisenhüttenstädter FC Stahl es un equipo de fútbol de Alemania que juega en la Brandenburg-Liga, la séptima liga en importancia en el país.

## Historia
Fue fundado en el año 1990 en la ciudad de Eisenhüttenstadt, en Bradenburgo, cerca de la frontera con Polonia, aunque sus orígenes se remonta al BSG Stahl Fürstenberg Ost, fundado en 1950 por trabajadores de hierro y la fusión con equipos de Fuerstenberg, Stalinstadt y la aldea de Schönfließ. 
Jugó en la DDR Liga, pero comenzó su caída a causa de los llamados Daños de los Principios de la Sociedad Socialista, los cuales decián que los jugadores no debían recibir pago alguno por jugar.
Antes de la Reunificación de Alemania, jugaron la Copa de Alemania Oriental y fueron el último equipo de Alemania Oriental en jugar en la Recopa de Europa de Fútbol en 1991/92, siendo eliminados por el Galatasaray de Turquía.
Al año siguiente fueron introducidos en la NOFV-Oberliga Nord, la cuarta división, pero en el 2004 el equipo se declaró en bancarrota, abandonó el torneo y sus resultados fueron anulados, aunque se recuperaron para el 2005/06 en la Verbandsliga Brandenburg.

## Palmarés
- Copa de fútbol de la RDA: 0
  - Finalista: 1

1990/91

## Participación en competiciones de la UEFA
| Temporada | Torneo         | Ronda | Club           | Casa | Visita | Global |
| --------- | -------------- | ----- | -------------- | ---- | ------ | ------ |
| 1991-92   | Recopa Europea | 1     | Galatasaray SK | 1-2  | 0-3    | 1-5    |